# Odontocarya deminuta
Odontocarya deminuta är en tvåhjärtbladig växtart som först beskrevs av Friedrich Ludwig Diels, och fick sitt nu gällande namn av Rupert Charles Barneby. Odontocarya deminuta ingår i släktet Odontocarya och familjen Menispermaceae. Inga underarter finns listade i Catalogue of Life.